# 戈雷內弗卡爾文冰原島峰
72°0′S 14°47′E / 72.000°S 14.783°E
戈雷內弗卡爾文冰原島峰（英語：Gårenevkalven Nunatak），是南極洲的冰原島峰，位於毛德皇后地的阿斯特里德公主海岸，處於戈雷克尼特嶺以北6公里，海拔高度2,250米，現時由南極條約體系管理。